# Lannes
Lannes – miejscowość i gmina we Francji, w regionie Nowa Akwitania, w departamencie Lot i Garonna.
Według danych na rok 1990 gminę zamieszkiwały 452 osoby, a gęstość zaludnienia wynosiła 14 osób/km² (wśród 2290 gmin Akwitanii Lannes plasuje się na 749 miejscu pod względem liczby ludności, natomiast pod względem powierzchni na miejscu 253).